# 普费丁斯莱本
普费丁斯莱本（德語：Pferdingsleben）是德国图林根州的市镇，隶属于哥达县。总面积为6.61平方千米，截至2023年12月31日总人口为374人。